# Contaminación del aire en Lima

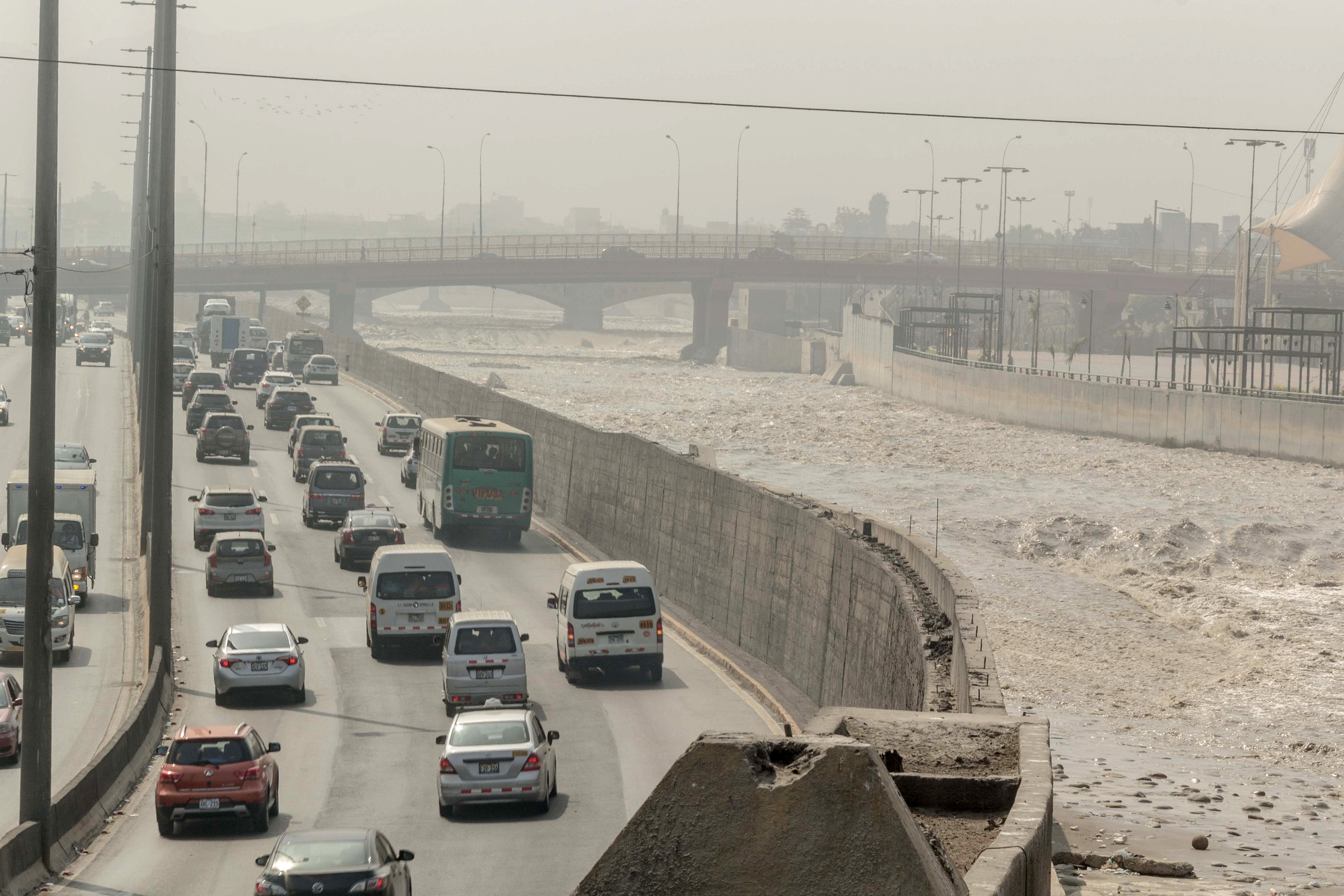
Vista de la Vía Evitamiento y del río Rímac, destacando la presencia de esmog en esta parte de la ciudad.

La contaminación del aire en Lima es un tema de preocupación, ya que es una zona densamente poblada. La calidad del aire se ve afectada por diversos factores, como el aumento de vehículos antiguos y el transporte público desorganizado. Esta situación tiene un impacto negativo en la salud y las propiedades de las personas. A pesar de que se han implementado medidas para abordar el problema, su efectividad no ha sido evaluada adecuadamente. En 2007, la Defensoría del Pueblo emitió un informe que resaltó la importancia del aire limpio y los derechos humanos, y llamó al Estado a mejorar la gestión y seguir las recomendaciones presentadas en el informe para resolver la problemática de la contaminación del aire en Lima.

## Causas de la contaminación del aire en Lima
Existen varios factores que contribuyen al problema de la mala calidad del aire en Lima. Uno de ellos es la antigüedad de los automóviles, ya que estos suelen emitir más contaminantes a medida que envejecen. Además, la alta concentración de actividades industriales en ciertas zonas de la ciudad también es un factor importante. Las condiciones climáticas, como la falta de viento o lluvia, pueden empeorar la calidad del aire al no dispersar los contaminantes. Finalmente, la falta de supervisión y estudio por parte de las autoridades es también un factor destacado, ya que sin una buena gestión y control, el problema seguirá agravándose. Según el investigador y profesor Luis Chirinos, del Departamento de Ingeniería e Investigador del INTE-PUCP, estos son los principales factores que explican la mala calidad del aire en Lima.

## Efectos de la contaminación del aire en Lima

#### Salud pública
La polución del aire en zonas urbanas del Perú representa una preocupación significativa y generalizada en el país, con un impacto estimado de 3900 defunciones al año según un informe del Banco Mundial de 2007. Lima, en particular, ha sido señalada por la Organización Mundial de la Salud en 2014 como la ciudad con mayor contaminación atmosférica en toda Latinoamérica.

#### Medio ambiente
De acuerdo con el informe publicado por Greenpeace, una organización medioambiental, y emitido por IQAir Air Visual, se ha determinado que Lima se encuentra en la séptima posición entre las ciudades latinoamericanas que presentan un mayor índice de contaminación del aire.
Según informó la Autoridad de Transporte Urbano de Lima y Callao (ATU), el Parque Automotor es responsable del 58% de la contaminación del aire en Lima y Callao. Las autoridades encontraron una calidad del aire "pobre" en los puntos de medición de cuatro distritos de la zona.
Durante la madrugada de un día previo a la celebración de Navidad, se registró un aumento del 60% en la contaminación del aire en Lima Metropolitana. El incremento de la contaminación se debió al uso excesivo de fuegos pirotécnicos durante las festividades. La información fue proporcionada de forma neutral por el Servicio Nacional de Meteorología e Hidrología del Perú (Senamhi), el cual detalló que la mala calidad del aire fue notablemente más pronunciada en San Martín de Porres, San Juan de Lurigancho, Jesús María, San Borja y Villa María del Triunfo.

## Consecuencias
De acuerdo con un informe del Instituto EPIC de Chicago, la mala calidad del aire en Lima está reduciendo la esperanza de vida de sus habitantes en aproximadamente 4,7 años.

#### Problemas respiratorios
Según el catedrático de Neumología de la Universidad de Salamanca y jefe del Servicio de Neumología del Hospital Universitario de Salamanca, Miguel Barrueco, la contaminación ambiental es uno de los principales problemas que afectan la salud respiratoria en todo el mundo. Esto se debe a que cada día, las personas respiran alrededor de 10,000 litros de aire y, por lo tanto, la capacidad del aire para transportar sustancias dañinas al interior de la vía aérea y los pulmones es muy importante.
La exposición a la polución puede producir enfermedades respiratorias que no habrían ocurrido en ausencia de la contaminación del aire, y puede agravar otras dolencias respiratorias preexistentes que han sido causadas por otros factores como el consumo de tabaco. 
Además, la contaminación atmosférica también podría interferir con el crecimiento pulmonar y está vinculada al desarrollo de enfermedades respiratorias como la enfisema, el asma y la enfermedad pulmonar obstructiva crónica (EPOC). El catedrático también señala que el material particulado y el óxido de nitrógeno presentes en la contaminación del aire están asociados con la bronquitis crónica.